# КК Џоли
КК Џоли је хрватски кошаркашки клуб из Шибеника. Из спонзорских разлога од 2011. пун назив клуба гласи Џоли Јадранска банка Шибеник (Jolly Jadranska banka Šibenik). У сезони 2016/17. такмичи се у А-1 лиги Хрватске.

## Историја
Клуб је основан 24. септембра 2009. године, а од сезоне 2011/12. такмичи се у А-1 лиги Хрватске. У том такмичењу најбољи резултат остварио је у сезонама 2012/13. и 2013/14. пласманом у полуфинале плеј-офа. У сезони 2016/17. стигао је до финала националног купа.

## Успеси
- Куп Хрватске:
  - Финалиста (1): 2017.

## Познатији играчи
- Ермин Јазвин
- Томислав Габрић